# Хлмец
Хлмец (словац. Chlmec) — село и одноимённая община в районе Гуменне Прешовского края Словакии. В письменных источниках начинает упоминаться с 1451 года.

## География
Село расположено в юго-восточной части края, в долине реки Птавы, при автодороге 3832. Абсолютная высота — 213 метров над уровнем моря. Площадь муниципалитета составляет 7,91 км².

## Население
| Год:                | 1994 | 2004    | 2014    | 2024    |
| ------------------- | ---- | ------- | ------- | ------- |
| Количество человек: | 545  | 564     | 568     | 589     |
| Разница:            |      | +3,48 % | +0,70 % | +3,69 % |

По данным последней официальной переписи 2011 года, численность населения Хлмеца составляла 558 человек.
Национальный состав населения (по данным переписи населения 2011 года):
| Национальность | Численность, человек |
| -------------- | -------------------- |
| словаки        | 547                  |
| русины         | 9                    |
| украинцы       | 1                    |
| не указана     | 2                    |